# Parc national de Darién
Pour les articles homonymes, voir Darien.
Le parc national de Darién est un parc naturel national, situé au Panama dans la région de Darién, inscrit sur la liste du patrimoine mondial de l'UNESCO depuis 1981 et reconnu en tant que réserve de biosphère de l'UNESCO depuis 1983. Le parc national de Darién est le parc national ayant la plus grande superficie du Panama. Il est contigu au parc national naturel Los Katíos en Colombie.

### Localisation

Carte du Darién.

## Géographie

### Topographie
Le parc s'étend du niveau de la mer jusqu'à une altitude de 1 875 m à son sommet : le Cerro Tacarcuna.

### Climat
La température varie entre 16°C et 35°C, avec une moyenne autour de 26°C. La pluviométrie annuelle moyenne oscille entre 3 000 et 4 000 mm. Il y a une saison sèche entre janvier et mars.

## Biodiversité

### Flore
Le parc est marqué par un fort taux d'endémisme, il abrite 40 espèces de plantes protégées.

### Faune
On a recensé dans le parc national de Darién 169 espèces de mammifères, 530 espèces d'oiseaux et 50 espèces de poissons.